# Émile Borel

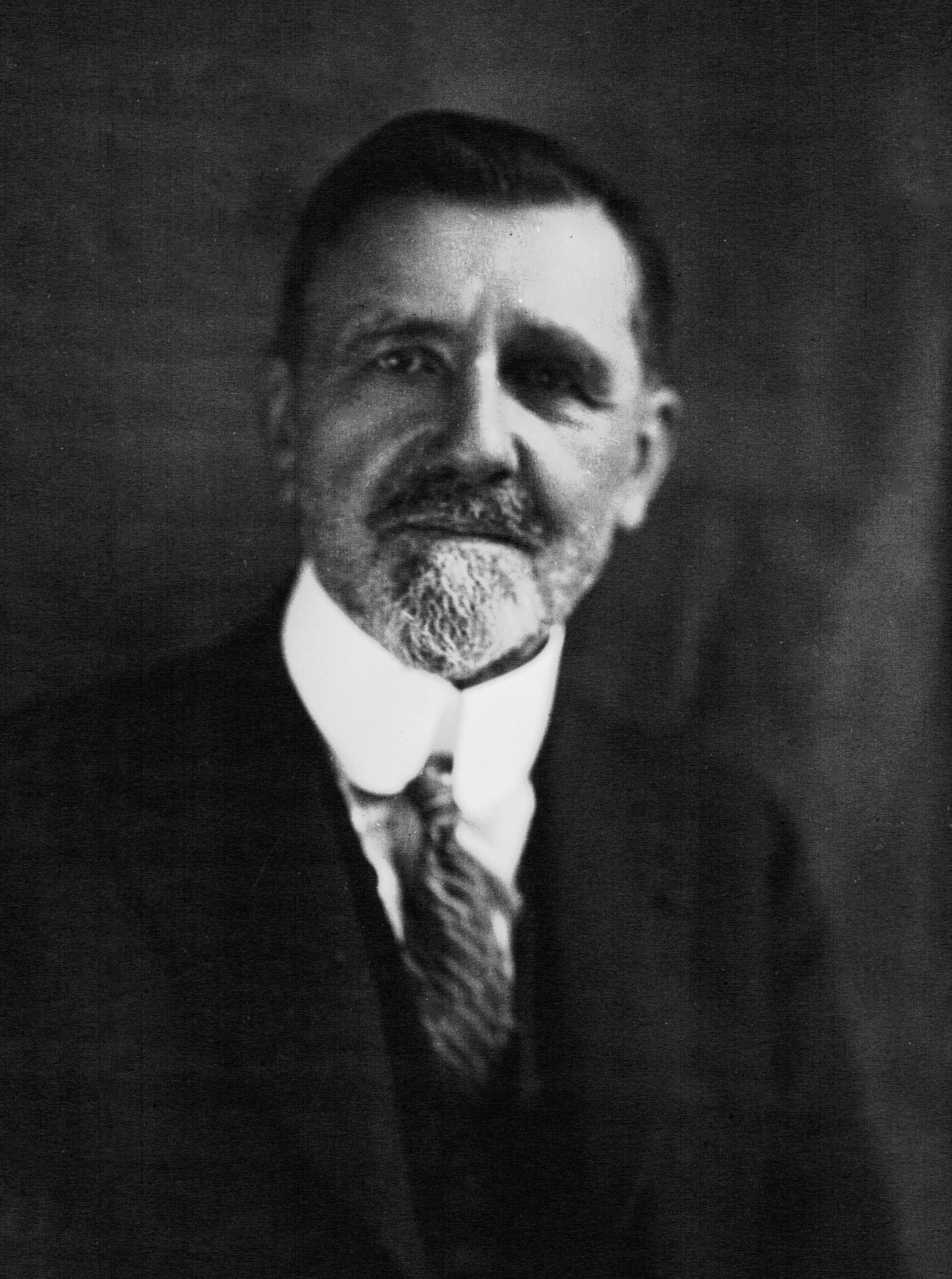
Émile Borel

Félix Édouard Justin Émile Borel (Saint-Affrique, 7 januari 1871 – Parijs, 3 februari 1956) was een Franse wiskundige en politicus.

## Leven
Borel werd geboren als jongste zoon van de protestantse dominee Honoré Borel en diens echtgenote Emilie Teissie-Solier. Het echtpaar had eerder al twee dochters gekregen. Borel kreeg zijn eerste onderwijs in de pastorie van zijn vader, waar de protestantse kinderen uit de ruime omgeving lager onderwijs genoten. Vanaf zijn twaalfde ging hij naar het lyceum in Montauban. In die periode woonde hij in bij een van zijn zusters die met een in Montauban werkzame protestantse dominee was getrouwd. Later ging hij in Parijs in de kost in het Collège Saint-Barbe, van waaruit hij het prestigieuze lycée Louis-le-Grand bezocht om zich daar voor te bereiden op de toelatingsexamens voor de Grandes écoles. Hij raakte er goed bevriend met een zoon van Gaston Darboux, bij wiens familie hij vaak over de vloer kwam. Deze voorbereidingen droegen vrucht: bij het landelijk toelatingsexamen van 1889 haalde Borel zowel de eerste plaats voor de École polytechnique als voor de École normale supérieure (ENS). Onder meer door zijn contacten met Darboux en tegen het advies van familievrienden koos hij voor de meer op onderzoek gerichte École normale supérieure. Hij won dat jaar tevens de eerste prijs in het nationaal concours.
Na zijn afstuderen in 1892 sloeg hij een aantal aanbiedingen uit het bedrijfsleven af, omdat hij zich aan onderzoek wilde wijden. In dat jaar publiceerde hij ook zijn eerste artikel.
In 1893 werd Borel benoemd tot docent aan de Universiteit van Lille. In de vier jaar dat hij daar werkte publiceerde hij 22 artikelen. In 1895 promoveerde hij op het proefschrift "Sur quelques points sur la théorie des functions", dat onmiddellijk de aandacht trok, en dat de aanzet vormt voor zijn ideeën over maattheorie, divergente reeksen, de theorie van de niet-analytische voortzetting en quasi-analytische functies. In 1897 verliet hij Lille en keerde hij terug naar zijn alma mater, de ENS.
In 1901 trad hij in het huwelijk met de toen zeventienjarige Marguerite Appell, de dochter van zijn collega Paul Appell.
In 1905 was Borel voorzitter van de Société Mathématique de France. Samen met zijn vrouw richtte hij in 1906 het wetenschappelijke- en literaire tijdschrift La Revue du mois op. Zijn vrouw ontving in 1913 de Prix Femina.
In 1909 werd Borel in Parijs benoemd tot hoogleraar in de functietheorie aan de Faculté des sciences de Paris. In 1921 volgde hij Joseph Boussinesq op als hoogleraar kansberekening en hoogleraar wiskundige natuurkunde.
Van 1910 tot 1920 was hij ook adjunct-directeur van zijn alma mater, de ENS. Deze periode werd tijdens de Eerste Wereldoorlog onderbroken, toen hij als oorlogsvrijwilliger het bevel voerde over een artilleriebatterij.
In de laatste jaren van zijn leven was Borel een enthousiast reiziger. Hij bezocht op uitnodiging congressen in Noord- en Zuid-Amerika, het Midden-Oosten en India. In 1956 maakte hij op de terugreis van een bezoek aan Brazilië op de boot een lelijke val. Hij herstelde hiervan niet en overleed in dat jaar op vijfentachtigjarige leeftijd in Parijs. Hij is begraven in Saint-Affrique.

## Politieke loopbaan
Borel vervulde tijdens de tweede helft van zijn leven in de jaren twintig, dertig en veertig van de twintigste eeuw tal van politieke functies. Hij was een vriend en vertrouweling van de natuurkundige, politicus en minister-president Paul Painlevé. Van 1924 tot 1936 was hij lid van de Franse Nationale Vergadering. Op verzoek van Painlevé vervulde hij tijdens diens korte voorzitterschap van de Raad van Ministers in de tweede helft van 1925 enige tijd de rol van secretaris-generaal. In 1925 was hij ook enige tijd Minister van Marine. Tijdens de Tweede Wereldoorlog was hij lid van het Franse verzet.
Hij was van 1924 tot 1936 voor het departement Aveyron parlementslid voor de Radicale en radicaal-socialistische partij, daarna van de Alliance Démocratique en ten slotte van de Parti Républicain-Socialiste.
Vanaf 1920 was hij lid van de Raad van Universiteiten. Later werd hij vicepresident van deze organisatie.
Het is geheel aan Borel te danken dat in 1922 het Statistisch Instituut van de Universiteit van Parijs, de oudste onderwijsinstelling voor de statistiek in Frankrijk, werd opgericht. Van 1923 tot 1924 was hij voorzitter van de confederatie van intellectuele arbeiders (confédération des travailleurs intellectuels (CTI)).
In 1928 richtte Borel met financiële steun van de families Rockefeller en Rothschild het wiskundig instituut Henri Poincaré op. Hij leidde dit instituut bijna dertig jaar. Later is dit instituut opgegaan in het centrum Émile Borel.
In 1921 werd Borel gekozen tot lid van de Franse Academie van Wetenschappen, in 1933 werd hij vicepresident en in 1934 voorzitter van deze academie.
In 1936 nam hij samen met Jean Perrin en Jean Zay deel aan de staatsorganisatie voor onderzoek, waaruit later het Centre national de la recherche scientifique is voortgekomen.
Hij was ook buitengewoon hoogleraar aan de Universiteit van Rome.
Tijdens de Tweede Wereldoorlog werd hij in 1941 gearresteerd en een maand in de gevangenis van Fresnes opgesloten. Na zijn vrijlating speelde hij een rol in het Franse verzet.
Na de Tweede Wereldoorlog werd Borel in 1945 bestuurslid van de orde van het Legioen van Eer. Het jaar daarna in 1946 werd hij verkozen in het Bureau des longitudes in 1946. In 1948, werd hij voorzitter van de Commissie Wetenschap van de UNESCO.

## Werk
Samen met René Baire en Henri Lebesgue was Borel een van de pioniers van de maattheorie en de toepassing daarvan in de kansrekening. Het concept van een Borelverzameling is naar hem vernoemd. In een van zijn werken over waarschijnlijkheidsleer introduceerde hij een amusant gedachte-experiment dat sinds die tijd in de populaire cultuur bekendstaat als de paradox van de geniale aap. Hij publiceerde ook een aantal artikelen over speltheorie.
In 1913 en 1914 overbrugde hij met verhelderend werk de kloof tussen de hyperbolische meetkunde en de speciale relativiteitstheorie.

## Wiskundige begrippen die naar Borel zijn vernoemd
- Borelalgebra,
- Lemma van Borel,
- Borel-maat,
- Borel-paradox,
- Borelstam,
- Lemma van Borel-Cantelli,
- Stelling van Borel-Carathéodory,
- Stelling van Heine-Borel,
- Borel-som.
- Émile Borel-centrum aan het Henri Poincaré-instituut in Parijs

## Trivia
Op de maan is een krater naar Borel vernoemd.

## Secundaire biografie
- (en)  James, I, Remarkable Mathematicians, From Euler to von Neumann (Opmerkelijke wiskundigen van Euler tot von Neumann), Cambridge University Press, 2002, ISBN 978-0-521-52094-2, pag. 283-292

- Bibsys: 90261008
- Biblioteca Nacional de España: XX900754
- Bibliothèque nationale de France: cb12088647b (data)
- Catàleg d'autoritats de noms i títols de Catalunya: 981058519505006706
- CiNii: DA02769870
- Gemeinsame Normdatei: 118975528
- International Standard Name Identifier: 0000 0001 2095 7158
- Library of Congress Control Number: n81041810
- Nationale Bibliotheek van Letland: 000058605
- Base Léonore: 19800035/168/21667
- Mathematics Genealogy Project: 39071
- Bibliotheek van het Japanse parlement: 00520177
- Nationale Bibliotheek van Tsjechië: skuk0000144
- Nationale bibliotheek van Australië: 35115971
- Nationale Bibliotheek van Israël: 987007258824405171
- Nationale Bibliotheek van Polen: a0000001053283
- Nationale en Universitaire bibliotheek Zagreb: 000095667
- Nederlandse Thesaurus van Auteursnamen: 070334471
- Réseau des bibliothèques de Suisse occidentale: 02-A003025769
- LIBRIS: 234664
- SNAC: w6p023ts
- Système universitaire de documentation: 029212871
- Trove: 831153
- Virtual International Authority File: 19704425
- WorldCat: E39PBJfGV4jMThkjY3kXXctHYP